# Bombardeo de Kōbe
Los bombardeos de Kobe en la Segunda Guerra mundial ocurridos el 4 de febrero, 16 y 17 de marzo, y 5 de junio  de 1945, fueron parte de la campaña de bombardeos estratégicos emprendida por los Estados Unidos contra objetivos militares, civiles y centros de población durante la campaña de Japón, en las etapas finales de la guerra del Pacífico. 

## Antecedentes
Kobe era la sexta ciudad más grande de Japón en ese momento, con una población de aproximadamente 1 millón de personas. Las casas estaban construidas principalmente con madera, por lo tanto, eran altamente inflamables y podían producir grandes incendios. En segundo lugar, era el puerto más grande de Japón, hogar de la mayor concentración de construcción naval y fabricación de motores marinos. Kobe también era una ciudad importante para el transporte y los negocios. Las carreteras nacionales atravesaban la ciudad, especialmente a través de la sección comercial congestionada, contenía instalaciones comerciales para acero, maquinaria, caucho, equipo ferroviario y municiones. Por último, el bajo suministro de agua de Kobe, que constaba de solo tres embalses, y su pobre equipo de extinción de incendios crearon un entorno muy propenso a los incendios.

## Bombardeos

### Ataque del 4 de febrero
Después de los ensayos en el Japanese Village ubicado en Dugway Proving Grounds, el general Curtis LeMay de las Fuerzas estadounidenses ordenó a los bombarderos B-29 que arrojaran bombas incendiarias para quemar las casas de madera y papel de Japón, en un bombardeo en alfombra "experimental" contra Kobe el 4 de febrero de 1945.

### Ataque del 16 y 17 de marzo
El 16 y 17 de marzo, 331 bombarderos B-29  estadounidenses lanzaron un ataque incendiario contra la ciudad de Kobe. Esta incursión fue ejecutada por las alas de bombardeo 73, 313 y 314 del XXI Comando de Bombardeo. Está operación fue realizada en honor al general de brigada LaVerne Saunders, que en ese momento se recuperaba en el Centro Médico Walter Reed de heridas que sufrió en un accidente de avión. La incursión se dirigió a cuatro áreas clave: el extremo noroeste de la ciudad, el área al sur de la línea principal del ferrocarril, el área al noroeste de la estación de ferrocarril principal y el área al noreste del tercer objetivo. De los residentes de la ciudad, se confirmó que 8841 murieron en las tormentas ígneas resultantes, que destruyeron un área de 7,7 km², el 21% del área urbana de Kobe. En ese momento, la ciudad cubría un área de 36 km². Más de 650.000 personas perdieron sus hogares y los hogares de otro millón de personas resultaron dañados. 
Durante la incursión, se detectaron 280 cazas japoneses, 96 de los cuales atacaron a los bombarderos B-29 en 128 combates; esto constituyó una mayor proporción de cazas avistados en comparación con los atacantes, que la experimentada anteriormente durante una incursión nocturna sobre Japón. Se perdieron tres bombarderos durante la incursión, pero se desconocen los motivos de sus pérdidas. Dos de los aviadores de un avión derribado, el sargento Algy S. Augunus y el teniente segundo Robert E. Copeland, sobrevivieron y fueron capturados por los japoneses. Posteriormente fueron juzgados por un tribunal convocado apresuradamente por el "bombardeo indiscriminado" de Kobe y Osaka, condenados a muerte y ejecutados por un pelotón de fusilamiento.

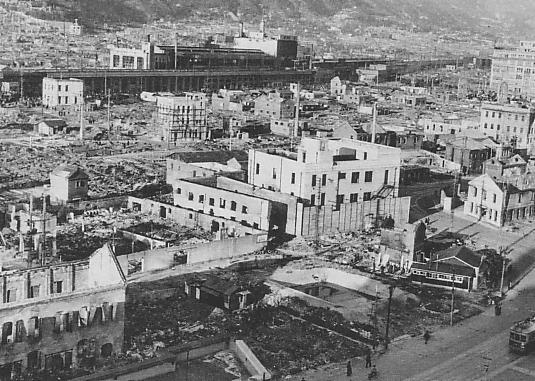
Ciudad de Kobe después del bombardeo

### Otros bombardeos
El 5 de junio de ese mismo año, Kobe fue bombardeado nuevamente. Bombas incendiarias fueron arrojadas por 530 bombarderos destruyeron 9,8 km² de la ciudad, y el 51% del área urbanizada de la ciudad resultó dañada.
Además de los ataques incendiarios, Kobe fue blanco de un ataque de precisión con B-29 contra la industria, tres operaciones de colocación de minas y un ataque de cazabombardero:
- 11 de mayo de 1945: 92 B-29 ataca la industria aeronáutica de la empresa Kawanishi.
- 18 de junio de 1945: 25 B-29 colocan minas navales en varias áreas, incluyendo aguas cercanas a Kobe.
- 28 de junio de 1945: 29 B-29 colocan minas navales puestas en tres puertos, incluyendo Kobe.
- 19 de julio de 1945: 27 B-29 colocan minas navales puestas en varias áreas, incluyendo aguas de cercanas a Kobe
- 30 de julio de 1945: Cazas atacan aeródromos, ferrocarriles y objetivos tácticos en toda el área de  Kobe/Osaka.

## Véase también

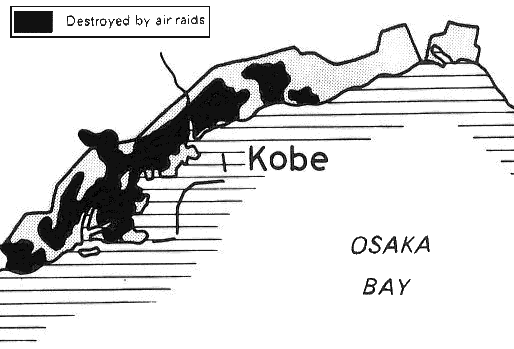
Alcance de las áreas destruidas de Kobe en 1946

## Otra bibliografía
- Edoin, Hoito (1987). The Night Tokyo Burned. Garden City, N.Y.: St. Martin's Press. ISBN 0-312-01072-9.
- Werrell, Kenneth P (1996). Blankets of Fire. Washington and London: Smithsonian Institution Press. ISBN 1-56098-665-4.

- Datos: Q4940711
- Multimedia: Bombing of Kobe in World War II / Q4940711